# Palla
Palla é um gênero, proposto por Jakob Hübner em 1819, de borboletas da família Nymphalidae e subfamília Charaxinae, encontradas na região afro-tropical (África subsariana, em uma região que abrange a África central e oeste da África, menos regiões sul e África Oriental), em habitats de florestas tropicais e subtropicais úmidas, primárias e secundárias. São o único gênero incluído na tribo Pallini (táxon monotípico da tribo), proposta por Rydon no ano de 1971. Suas asas anteriores são similarmente marcadas com uma faixa branca sobre uma cor marrom-escura de fundo e são mais ou menos coradas com laranja ou abóbora nas áreas da cauda. Embaixo, a metade externa das asas é finamente estriada e cinzenta e há uma série de ocelos submarginais na borda de suas asas posteriores. Apresentam dimorfismo sexual aparente, com fêmeas maiores e salpicadas de áreas claras nas asas anteriores. Machos empoleiram-se numa postura de cabeça para baixo, com as asas ligeiramente separadas, sobre a folhagem das árvores, nas clareiras e ao longo das estradas. O tipo nomenclatural do gênero Palla fora coletado no Congo Belga e descrito por Pieter Cramer, com a denominação de Papilio decius,  em 1777; colocado no gênero Papilio.

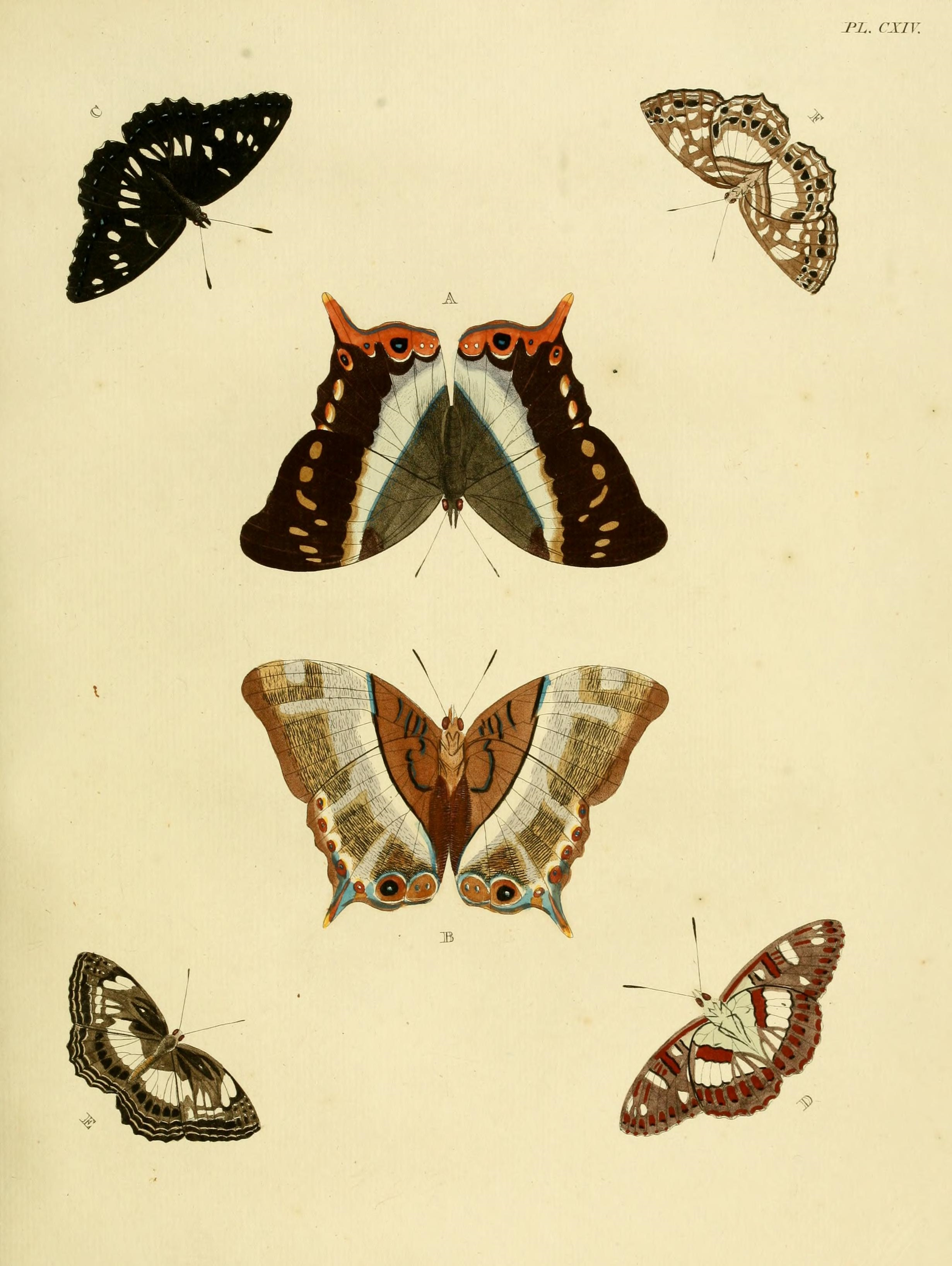
Ilustração de 1779 com P. decius, cujo tipo nomenclatural fora coletado no Congo Belga e aqui descrito, por Pieter Cramer, em 1777, sendo a espécie-tipo do gênero Palla.

## Filogenética
Um artigo científico do ano de 2009: Out-of-Africa again: a phylogenetic hypothesis of the genus Charaxes (Lepidoptera: Nymphalidae) based on five gene regions, indicou, através de sequenciamento de DNA, que o ancestral comum de Palla divergiu do ancestral comum do gênero correlato, Charaxes, em meados do Eoceno (45 milhões de anos atrás) na África (Central) e começou a diversificar seus membros 15 milhões de anos depois.

## Espécies
- Palla decius (Cramer, [1777]) - Espécie-tipo[1]
- Palla publius Staudinger, 1892[1]
- Palla ussheri (Butler, 1870)[1]
- Palla violinitens (Crowley, 1890)[1]